# Lagopus muta helvetica
Lagopus muta helvetica» es una subespecie  de la familia Tetraonidae en el orden de los Galliformes. 

## Distribución geográfica
Se encuentra en los Alpes (desde Saboya hasta el centro de Austria ).